# Maria von Maltzan
Maria Helene Françoise Izabel von Maltzan, Contessa di Maltzan, Baronessa di Wartenberg e Penzlin (Milicz, 25 marzo 1909 – Berlino, 12 novembre 1997), è stata una veterinaria e biologa tedesca, membro della resistenza contro il nazionalsocialismo.

## Biografia

### Infanzia
Maria von Maltzan, la più giovane di sette fratelli, nacque da una famiglia nobile di conti nel castello di Milicz, a nord di Breslavia. Il padre aveva radici nell'antica nobiltà tedesca del nord di origini svedesi, trasferitasi dalla Pomerania nella Slesia. La madre, discendente dal casato von der Schulenburg, proveniva dal castello di Oefte, nelle vicinanze di Kettwig.
Maltzan crebbe a stretto contatto con la natura nei dodici poderi del padre. Con lui ebbe uno stretto rapporto, mentre con la madre e con l'unico fratello ed erede ebbe sempre grandi incomprensioni. Fin da bambina cominciò a mostrare un carattere ribelle e anticonformista unitamente a un'avversione nei confronti delle ingiustizie e delle violenze sui più deboli e sugli animali, incoraggiata in questo dal padre, noto per il suo impegno sociale.

### Anni di formazione
La giovane Contessa frequentò il collegio di Warmbrunn, trasferendosi poi a Berlino per frequentare il liceo. Dopo la morte del padre, avvenuta nel 1921, Maria passò a frequentare un liceo scientifico femminile dove riuscì a diplomarsi nonostante la volontà contraria della madre. Proseguì gli studi a Breslavia e, a partire dal 1928, a Monaco di Baviera, dove studiò zoologia, botanica e antropologia. Nel 1933 si laureò in biologia ittica con una tesi sulle carpe, e conseguì il dottorato in Scienze Naturali, anche se non trovò alcun incarico accademico non essendo membro del Partito Nazionalsocialista Tedesco dei Lavoratori.

### Viaggi, vita bohémienne a Monaco e primi contatti con la resistenza
Tramite il gesuita Friedrich Muckermann entrò in contatto con la resistenza cattolica, trasportando di nascosto materiali informativi su Adolf Hitler a Innsbruck. Nel 1934 intraprese un viaggio in auto con un amico, attraversando Francia e Spagna per arrivare in Africa e viaggiò per un anno tra il Marocco, l'Algeria, il Sahara, la Libia e l'Egitto.
Di ritorno a Monaco, frequentò alcuni circoli bohèmien, dove la si poteva trovare sempre con l'immancabile sigaro o pipa, tra le numerose avventure amorose e gli svariati lavori occasionali di traduttrice, giornalista free-lance, revisore, sbarcando il lunario lavorando come stalliera e come controfigura per le scene ippiche alla Bavaria Film. Nel 1935 sposò l'attore cabarettista Walter Hillbring e si trasferì con lui a Berlino, dove si occupò di editoria. Il matrimonio si concluse un anno più tardi, con il ritorno di Hillbring a Monaco, mentre Maria von Maltzan rimase nella capitale.

### Resistenza durante la Seconda guerra mondiale
A Berlino, entrata in contatto con i nuclei della resistenza, dopo la Notte dei cristalli tra il 9 e il 10 novembre 1938, accolse in casa alcuni conoscenti ebrei che volevano lasciare il paese. Dopo lo scoppio della guerra nel 1939 lavorò per il centro di ispezione delle poste, successivamente nel servizio di ricerca per la Croce Rossa. Nello stesso anno cominciò gli studi di medicina veterinaria. 
Nel 1942 nascose nella sua casa a Berlino-Wilmersdorf il suo compagno, lo scrittore ebreo Hans Hirschel, da cui aspettava un bambino, e altri due ebrei in pericolo di vita. Per non cadere in mano alla Gestapo, a volte i tre uomini dovettero nascondersi per giorni nei cassettoni del divano letto, uscendo solo per brevi pause. In quel periodo, il figlio nato prematuro morì a causa di un black-out causato da un bombardamento mentre ancora si trovava nell'incubatrice. Superò gli esami per diventare medico veterinario, lavorando poi come sostituta negli ambulatori veterinari e per la protezione animali.
In collaborazione con la Chiesa svedese di Berlino, Maria von Maltzan aiutò dei perseguitati ebrei ad uscire dal paese, fornendo passaporti falsi e aiutandoli a fuggire attraverso le fogne. Prese parte alla “Aktion Schwedenmöbel” (Operazione mobili svedesi), durante la quale alcuni perseguitati dal regime vennero nascosti all'interno di casse per il trasporto di mobili che i cittadini svedesi erano autorizzati a spedire a casa, permettendone in tal modo la fuga. Durante la sua attività nella resistenza, Maria von Maltzan non fece distinzioni sul fronte politico, prendendo contatti sia con i comunisti che con il Circolo di Kreisau, mentre il fratello abbracciò il credo nazionalsocialista.
In quel periodo riuscì addirittura a condurre i fuggiaschi in Svizzera passando a nuoto per il lago di Costanza: durante la traversata teneva a galla una zucca svuotata sopra la testa che, in un'occasione, venne distrutta da una scarica di colpi di fucile.
Anche durante gli ultimi mesi di guerra Maltzan aiutò fuggiaschi e disertori, organizzando una mensa per i condannati ai lavori forzati nel cortile della propria casa a Wilmersdorf.

### Dopoguerra e successiva fama
Dopo la fine della guerra, lavorò in proprio presso uno studio veterinario, prima per le forze di occupazione sovietiche e in seguito per quelle britanniche. A Milicz, divenuto territorio polacco nel 1945, non era rimasto nulla per cui tornare, poiché il fratello era caduto in battaglia, il possedimento terriero era in gran parte andato perduto e la famiglia si era sparsa per il Paese. Nel 1947 sposò Hans Hirschel, ma i due si separarono nel 1949. Nel frattempo dovette abbandonare il lavoro di medico veterinario: diventata dipendente da farmaci e droghe, fu più volte internata e perse la licenza medica. Nei periodi di tregua dalla sua dipendenza, tornò a esercitare presso un circo itinerante e lavorò presso il Zoologischer Garten Berlin. All'età di 50 anni esercitava la sua professione sia in Germania che in Svizzera sostituendo i medici durante le loro assenze.
Si sposò una seconda volta con Hirschel nel 1971 e, dopo la morte di quest'ultimo avvenuta nel 1975, si dedicò a quello che sarebbe stata la sua ultima occupazione: nei pressi della Kurfürstendamms a Berlino, avviò con successo uno studio veterinario, frequentato sia da persone di spicco della società che da esponenti dall'ambiente a luci rosse. Nel 1981 aprì un altro studio a Kreuzberg, dove i punk del quartiere potevano far visitare gratuitamente i loro animali. All'apparenza piuttosto dura e irascibile, lottò per difendere gli emarginati della società e gli stranieri del suo quartiere entrando più volte in conflitto con le autorità.
Nel 1986 uscirono le sue memorie, sotto il titolo Schlage die Trommel und fürchte dich nicht (“Suona il tamburo e non temere”), e la sua fama raggiunse anche il grande pubblico grazie alla sua partecipazione a vari talkshow, tra cui quello di Alfred Biolek. Nel 1987 le fu conferito il titolo di Giusta tra le nazioni. Il 1º ottobre 1989 le venne conferito l'ordine al merito dello stato federale di Berlino. Morì il 12 novembre 1997 a Berlino, dove è sepolta al cimitero di Waldriedhof nel quartiere Westend.

## Riconoscimenti postumi
Sul marciapiede di fronte alla sua abitazione, sulla Detmolder Straße 11 a Berlino-Wilmersdorf, si trova dal 1999 una targa commemorativa per ricordare il suo operato come medico veterinario e come membro della resistenza. Margarethe von Trotta, nel suo film Rosenstraße, traccia il personaggio di Lena Fischer ricalcando i modi burberi della contessa. In Gran Bretagna e negli USA è conosciuta come una “onesta tedesca”, che non è scesa a patti con il regime nazista; ha partecipato ad un documentario e le sue memorie hanno ricevuto numerosi elogi da parte dei critici britannici. L'attrice americana ebrea Deborah Lubar, che assomiglia particolarmente alla contessa Maltzan, ha ripreso alcune scene di vita di Maltzan nel suo one-woman-show nello spettacolo in due atti “You do what you do”. 
La sua autobiografia è uscita ormai in più di 17 edizioni.